# 辻発彦
辻󠄀 発彦（つじ はつひこ、1958年10月24日 - ）は、佐賀県小城市出身の元プロ野球選手（内野手、右投右打）、野球解説者・野球評論家。
2017年シーズンから2022年シーズンまで埼玉西武ライオンズの監督を務めた。
愛称は「ハツ」「はっちゃん」。当時二塁手として歴代最多となる8度のゴールデングラブ賞を受賞している。
パチスロライターとして活動している辻ヤスシ（本名：辻泰史）は長男。

## 経歴

### プロ入り前
辻は西武の前身である西鉄ライオンズのファンで、父の運転するトラックで度々佐賀から福岡の平和台野球場へ野球観戦に出かけていたという。佐賀市立昭栄中学校を卒業した時点では身長が161cmと小柄で高校での硬式野球をあきらめようとも思ったが、佐賀東高校では強い情熱で練習を積んだ。1975年秋季九州大会準々決勝に進むが、日田林工に敗退。
身長は182cmにまで伸び、高校時代の野球部OBの紹介で日本通運のテストに臨んだ。「技術もパワーもない」と諦めていたのに合格し、入社して浦和野球部でプレーした。辻はレベルの高さにプレッシャーを感じたが、やがて中軸打者、三塁手・遊撃手として起用される。1981年の都市対抗にエース加藤正次を擁し出場。準々決勝に進むが、東芝の黒紙義弘の好投の前に敗れる。1982年の社会人野球日本選手権は決勝に進むが、ヤマハ発動機の鈴木政明らに抑えられ敗退。しかし同大会の優秀選手に選出され、打撃賞も獲得した。
1983年のドラフト会議では西武ライオンズに2位指名を受け、入団した。辻の指名の経緯については、身体能力の高さ、1983年の1年間に40回盗塁を企図して失敗0だった走塁センス、そして野球への熱意を評価したと根本陸夫は述べている。1983年の都市対抗では準決勝で敗退するが、別の試合で補強選手との兼ね合いから二塁手、一番打者として活躍しており、これを見たスカウトからは大型二塁手としての素質を評価されていた。社会人時代には目立った実績がなく、上位指名に対して驚きの声もあった。

### 西武時代
1984年のメサでの春季キャンプで、辻は当時の広岡達朗監督から激しいノックを受け、守備を鍛えられた。辻も新人ながら41試合に出場し、その内29試合は三塁手、4試合は二塁手だった。オフに二塁手のレギュラーだった山崎裕之が引退し、遊撃手には石毛宏典、一塁手にはスティーブ・オンティベロス（三塁手兼任）や片平晋作、三塁手には秋山幸二がいたため、チーム方針で辻も二塁手を目指すことになった。辻は当時について、広岡監督が自らグラブを持って手本を示したため厳しい指摘にも反論できなかった、と後に述懐している。
1985年には出場した110試合中90試合で二塁手を務め、出場機会は大幅に増えた。日本シリーズ第2戦、7回裏一死一・三塁の場面でセーフティースクイズを敢行するが阪神タイガースの一塁手・ランディ・バースのファインプレーに遭い、三塁走者の秋山がホームでタッチアウトになった。このことで辻は、「フライを恐れたが、もっと強いバントをすべきだった」と後に反省している。オフの11月19日には郭泰源や通訳と同乗して西武球場へ練習に行く途中、所沢市内で追突されて全治1週間のむち打ち症となったが大事には至らなかった。
1986年は二塁手として全試合に出場し、規定打席（13位、打率.296）にも到達。初めてゴールデングラブ賞とベストナインに選出された。日本シリーズでは第1戦の7回に二盗と三盗を成功させ、シリーズ史上6人目となる1イニング2盗塁を達成した。この年は2試合だけ遊撃手のポジションにも入っている。
1987年、3月31日の阪神とのオープン戦で中田良弘のシュートを踏み込んで打ちに行って投球が当たり、右手人差し指を開放骨折した。飛び出た骨が見えるほどの重症で、一軍登録されたのは7月30日だった。この年は51試合の出場に終わっている。読売ジャイアンツと戦った日本シリーズ第6戦では8回裏二死から安打で出塁し、続く秋山がセンター前ヒットを放つと捕球したウォーレン・クロマティの緩慢な返球と、中継に入った川相昌弘が打者秋山・走者辻の二塁進塁を警戒して三塁側が死角になったことに乗じて、辻は一気に一塁から生還して駄目押しのホームを踏んだ。優勝目前の9回表二死の場面ではタイムをかけ、泣いていた一塁手の清原和博を慰めている。
1988年は、前任の石毛に代わって西武の選手会長に任命され、オフには年俸が1500万円増の4300万円（推定）となった。同年から7年連続して二塁手でゴールデングラブ賞を受賞し、1990年まで3年間連続で全試合出場を果たした。
1989年は、本人自己新パ・リーグ初(社会人出身としては初)の打率3割を達成する。
1990年の日本シリーズでは、第1戦から3試合連続で一番打者としての第1打席に安打で出塁し、いずれも得点に結びついて、4連勝での日本一に大きく貢献し（第4戦も一番打者としての第1打席に四球で出塁）、優秀選手賞を獲得した。
1991年(チームも2年連続日本一7回目)オフには年俸が1億1100万円となり、初めて1億円の大台を超えた。
1992年の日本シリーズ最終戦では、7回裏一死満塁の一打出ればヤクルトスワローズが勝ち越す場面で杉浦享の放った強烈なゴロを捕り本塁で広沢克己を補殺し、大ピンチを救うプレーで日本一に貢献した。
1993年は腰痛で出遅れ、チームも4月は低調だったが、上半身の力を抜き下半身でタイミングを取るような打撃フォームにしたこともあり、打率.319で初の打撃タイトルとなる首位打者を獲得。年俸は3900万円増の1億7200万円（推定）となっている。
1995年には腰痛もあって前半戦の出場機会が減り成績も低迷した。当時2億円（推定）の高年俸がネックとなったことや、若返りを図るチーム事情から戦力外通告を受けた。近鉄バファローズとの最終戦前日に東尾修監督と浦田直治本部長から監督室に呼ばれ、本人の意思を全く確認せずに二軍守備走塁コーチ就任を打診された経緯もあり、現役続行を希望して自由契約となった。
西武退団後は、ヤクルトスワローズの野村克也監督と千葉ロッテマリーンズの広岡GMからそれぞれ入団を誘われた。ヤクルトは5000万円、ロッテは8000万円の年俸を辻に提示してきたが、辻は先に声を掛けられていたことと野村監督の下で野球を勉強したい気持ちからヤクルトへの入団を決めた。

### ヤクルト時代
1996年はキャンプから若手と同じメニューをこなし、オープン戦にも2月25日の初戦から出場した。が、疲労などからオープン戦の打率は.227と低調で更に4月7日には対横浜戦の試合前の練習で右手人差し指を骨折してしまった。復帰した5月10日の対中日戦で猛打賞を記録すると以後は安打を量産する。規定打席には達しないながらも6月上旬には4割近い打率で、オールスターゲームにも出場した。後半戦の規定打席到達後は徐々に打率を下げてしまったが自己最高の打率.333を記録した。しかし、7厘差でアロンゾ・パウエルに及ばず、セ・パ両リーグでの首位打者にはならなかった。
1997年は再び首位打者争いを目指し好調なスタートを切り、序盤こそ打撃成績ベストテン圏内に名を連ねていたものの、体力の衰えもあり下降線をたどり、スタメンでの出場機会が減った夏場以降は代打なども経験しつつ稲葉篤紀に打撃理論、宮本慎也に守備を助言するなど若手選手をサポートする役割も担った。
1998年には一塁手を4試合務めて12年ぶりに二塁手以外の守備に就いたほか、打数は少ないものの打率.304と代打の切り札的存在だった。
1999年はキャンプで左肩を痛め、その後も左わき腹や左太ももなどの故障が続いてプロ入り以来最少の17試合出場に終わり、同年限りで現役を引退。10月14日の対横浜戦（神宮）で引退試合が行われた。

### 引退後

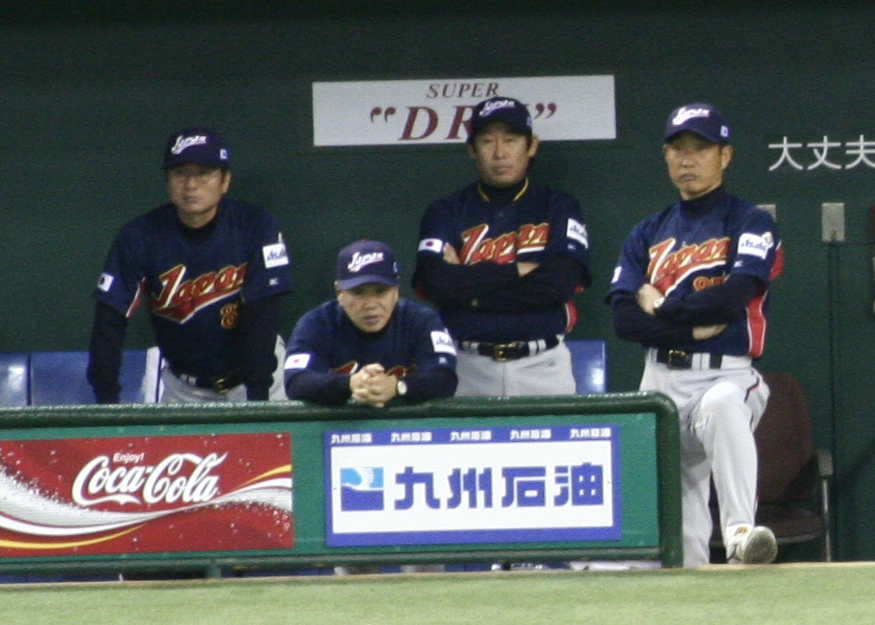
2006年WBC日本代表内野守備走塁コーチの辻発彦（右端）

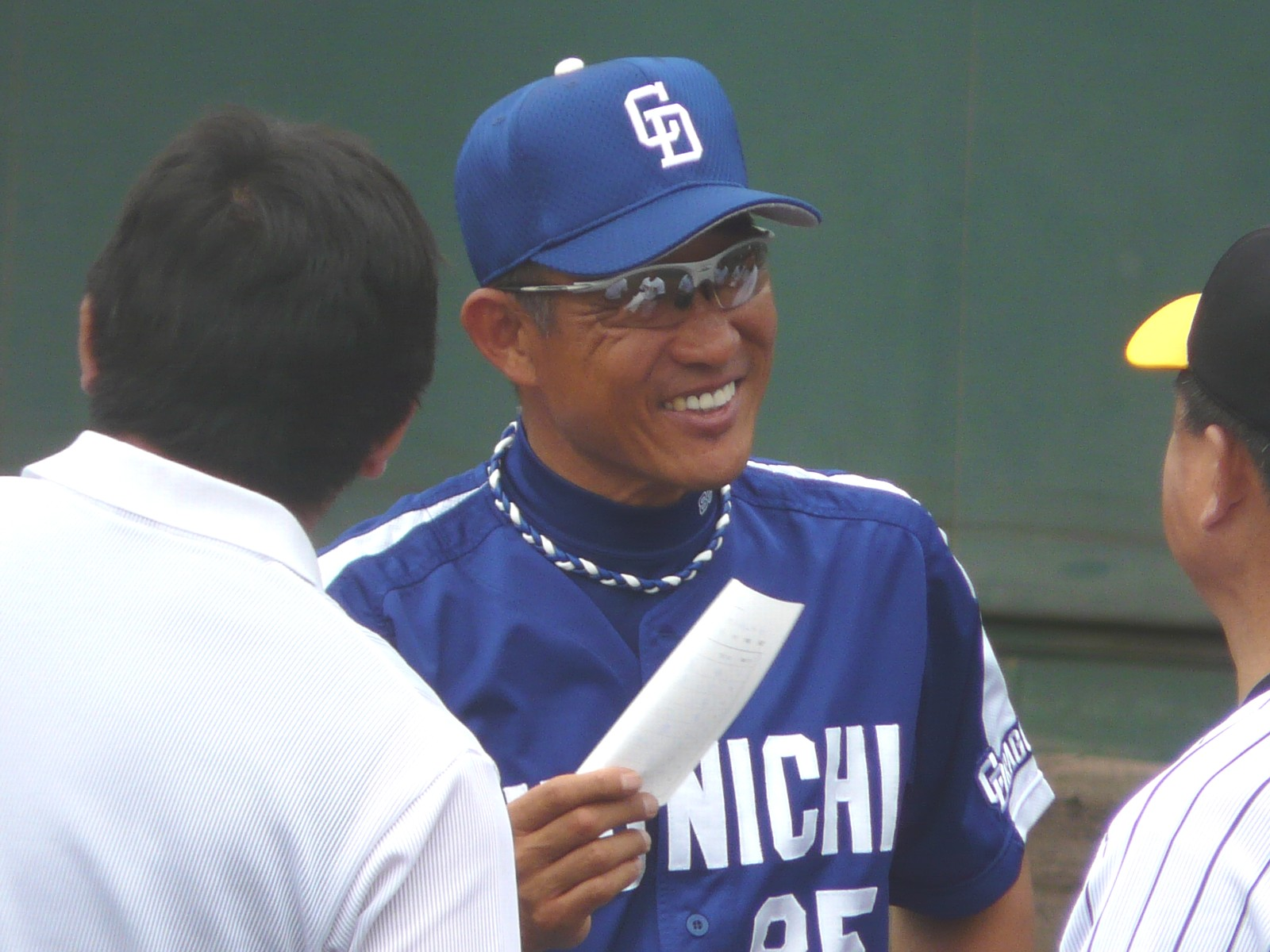
2008年中日ドラゴンズ二軍監督時代の辻発彦

2000年から2年間ヤクルトで二軍守備・走塁コーチを担当した。
2002年からは横浜ベイスターズの一軍守備・走塁コーチを2年間務め、二塁手の種田仁や遊撃手の石井琢朗の控えだった内川聖一の守備などを鍛えた。しかしチーム全体では失策数が大幅に増え、2年連続で最下位に低迷した。2004年は二軍打撃コーチに転身する。
2005年からはテレビ埼玉・NHK・BSの野球解説者および日刊スポーツ野球評論家を務めた。
2006年には、2006 ワールド・ベースボール・クラシック日本代表内野守備・走塁コーチ（三塁ベースコーチ）を務めた。大会期間中はノックだけでなく打撃投手なども行っていた。同大会で守備が印象に残った遊撃手として朴鎮萬の名を挙げている。11月1日に中日ドラゴンズの二軍監督に就任した。
2007年には就任1年目にしてウエスタン・リーグ優勝。9月29日のファーム日本選手権で巨人を破り日本一になる。2008年は成績が振るわなかった。
2009年シーズンでは山本昌や井上一樹らのベテラン勢、高卒3年目堂上直倫ら一軍を多く経験した若手の活躍もあり、2年ぶりにウエスタン・リーグとファーム日本選手権を制覇した。
2010年は一軍総合コーチに異動し、森繁和ヘッドコーチとともに野手部門のヘッドコーチ格として落合博満監督を支えた。
2011年シーズン途中からは、笘篠誠治一軍外野守備走塁コーチに代わって三塁ベースコーチも担当した。2011年シーズン終了をもって契約満了により退団。
2012年からは再びテレビ埼玉およびNHK・BSの解説を担当。
2013年からはビーエスFOX（FOX SPORTS ジャパン）の解説者としても出演している。
2013年10月22日、2014年シーズンより一軍内野守備・走塁コーチとして中日ドラゴンズに復帰することが発表された。
2015年には一軍野手総合コーチに肩書きが変更されたが、チームは5位と低迷し失策数も12球団最多の94を記録するなど本拠地が人工芝のナゴヤドームに移ってからは最多失策となった。
2016年には二軍野手総合兼内野守備コーチに異動。8月9日に谷繁元信監督が休養となり、森繁和監督代行を支えるため、ヘッドコーチ格の一軍作戦兼守備コーチに異動した。

### 西武監督時代
2017年より、古巣・埼玉西武ライオンズの一軍監督に就任した。内野守備走塁コーチに馬場敏史を招聘する。山川穂高、外崎修汰、新人の源田壮亮ら若手選手が頭角を現した他、選手の走塁・守備意識を身に付ける方針が奏功し得点・失策数の改善（得点:619→690。失策:101→88）に成功する。8月4日には59年ぶりの13連勝を記録した。8月までは3位に位置していたものの、9月からの東北楽天ゴールデンイーグルスとの2位争いを制しチームとして4年ぶりのAクラスとなるリーグ2位（79勝61敗3分）に貢献した。クライマックスシリーズファーストステージでは楽天と対戦したが、1勝2敗でファーストステージでの敗退となり、シーズンを終えることになった。
2018年はチームを開幕から1年間首位の座を明け渡さなかった。9月30日にソフトバンクが敗れたことによって2008年以来、実に10年ぶりのパ・リーグ優勝を決めた。だが、クライマックスシリーズのファイナルステージでは、そのソフトバンクにアドバンテージも含めた2勝4敗で敗れ、日本シリーズ進出を逃した。辻は試合後に行われた本拠地最終セレモニーのスピーチで、悔しさを抑えきれず号泣した。
2019年、前年とは対照的に開幕から首位になれない日々が続いた。投手陣の不調で我慢の日々が続くが次第に調子を上げ9月11日、最大で8.5ゲーム差あったソフトバンクとのゲーム差を逆転、130試合目にしてシーズン初の首位となる。なお、シーズンで遅い首位初浮上は2001年西武の129試合目を抜くパ・リーグ記録であった。その後、マジック2で迎えた9月24日、142試合目で西武のマジック対象チームでもあるソフトバンクが敗れたため、西武が勝利したことによって2年連続のパ・リーグ優勝が決定した。球団の連続優勝は1997年、1998年の東尾修監督時代以来21年ぶりの快挙となったが、クライマックスシリーズではソフトバンクに全敗を喫した。
2020年は、前年の本塁打王・山川、首位打者・森友哉、打点王・中村剛也ら得点の中心が揃って低迷するという想定外の状況に陥ってしまう。それでも、3年目の平良海馬がセットアッパーに活躍し新人王を獲得するなど、中継ぎ投手らの活躍で10月27日の楽天戦では球団史上2番目のスピード記録となる監督通算300勝を達成した。しかし、11月8日の2位・ロッテとの直接対決に敗れ3位が確定。しかし、この年のパ・リーグクライマックスシリーズはファイナルステージのみの開催であったため、チームは2016年以来4年ぶりにCS進出を逃した。
2021年は、栗山巧が下肢の張り、山川が肉離れ、外崎が骨折、源田が新型コロナウイルスに罹患と、主力選手が序盤に相次いで登録を抹消された。新人の若林楽人が5月下旬までに20盗塁を決める活躍を見せていたが左膝前十字靭帯損傷で離脱となり、これらの原因から得点はリーグ5位、チーム打率と本塁打もリーグ4位に終わった。投手陣も開幕から守護神を務めた増田達至の不振などが重なり、チーム防御率と失点はともにリーグ最下位に終わった。全試合を消化した10月26日時点では5位だったものの、同30日に日本ハムがロッテに勝利したことでチームが所沢に移転した1979年以来42年ぶりの最下位に終わった。
優勝の可能性が消滅した10月5日、辻の同年限りでの退任が有力とされる報道もあったが、同26日には2022年シーズンの続投が発表された。
2022年は、7月6日のオリックス・バファローズ戦（京セラドーム大阪）の勝利により監督通算400勝を達成した。前年まで4年連続で防御率最下位だった投手陣をリーグトップの防御率2.76にまで立て直すと、前年最下位だったチームも7月には首位に浮上するが、9月に7連敗を喫して優勝争いから脱落し、最終的に3位となる。クライマックスシリーズファーストステージで2位ソフトバンクに敗れ、ファーストステージ敗退が決まった10月9日、球団からは勇退という形で試合前に退任が伝えられ、試合後に就任6年目での監督辞任を表明した。

### 西武監督退任後
2023年からはテレ玉・テレビ朝日（主にBS朝日向けの西武戦。一部カードは関東ローカルの地上波でも放送）・西武球団制作中継・BSフジ・日本テレビ(ゲスト)・文化放送（ゲスト扱いながら、西武が関与しない試合を含めたビジター地元局への裏送りも担当）の野球解説者とスポーツニッポンの野球評論家として活動を再開する。

## 選手としての特徴

### 打撃
辻は社会人野球では4番を務めたが、西武ではAKD砲（秋山幸二、清原和博、オレステス・デストラーデ）の脇を固めるつなぎ役（1980年代は主に9番、1990年代に入ってからは主に1番）となり、首位打者も獲得した。
1kg以上もある重いバットを短く持ち、気持ちで打ちに行くタイプだったと辻は自ら評価している。実際、ヤクルト在団時に監督の野村から狙い球の絞り方や、カウントに応じた対処法といった頭を使う部分をミーティングで伝えられたが、上手く理解できずそのことを正直に話したところ、「基本真っ直ぐ待ちで対応できるお前には必要ない」と言われたことがある。
ヤクルト在団時に当時の野村監督が嘆いたほどバントは苦手で、バントの代わりとしてインコースでも右方向にゴロを打てる技術を磨いた。
辻は現役時代、「パ・リーグの投手は2・3番手でも球威があるのに対し、セ・リーグの投手は変化球を主体に低めに投げてくる」と語っている。この傾向については、当時のセ・リーグの方が球場が狭く本塁打が出やすいためではないかと分析していた。

### 守備
辻は、二塁手として歴代最多の8度のゴールデングラブ賞を受賞し守備は日本プロ野球史上でも屈指のレベルにある。守備の際は投手が打ち取った当たりを安打にせず確実にアウトを取ることが野手の責任と考え、基本的には浅めに守っていた。前方の弱いゴロへのダッシュなどは、三塁手時代の経験が活かされたという。ゴロについては、「とにかく前にでて取りに行く」スタンスの持ち主である。理由は「ボールがバウンドする数が減るほどイレギュラーの確率が下がるから」で、今も自身が守備を指導するときは必ずそう説く。
極端なポジショニングは好まなかったが、打者の打球傾向や捕手のサインから常に打球の方向は予測していた。絶好調の時には打つ寸前のバットの角度から打球の方向が判断できたという。肩はそれほど強くなく、西武での晩年に強肩の松井稼頭央が遊撃手に入る場合は右中間の打球でも松井が中継に入るほどであったが、出足や判断力でカバーしていた。
二塁手というポジションについては、送球方向が左右にわたり、盗塁の際にはタイミングを見極めて塁に入り、さらに外野手の守備位置によって打球を追う範囲が変わってくるなど高い集中力と瞬間的な判断力が要求されると辻は述べている。打球へ常に集中していたため、現役引退後に打撃練習で守備についていても条件反射で声が出たという。内野のコミュニケーションのためには二遊間を固定すべきと考えており、辻と合わせるのがうまかった遊撃手として宮本や奈良原浩の名を挙げている。現役当時重要視されたサイン盗みについて近藤昭仁に技術を学び、プレイ中に守備位置で味方に知らせていた。辻と石毛で完成させる6-4-3、4-6-3の二遊間のダブルプレーは文化放送のライオンズナイターでは「はっちゃんダブル」と形容された。
プレイヤーの目から見たもっとも良い球場として当時内野が土だったグリーンスタジアム神戸を挙げている。土の内野では二遊間へ飛んだ打球に対し、右足を滑らせて減速しながら正面で取れるが、人工芝ではスパイクが止まるため、なるべく前でシングルで補るか逆シングルで捕球する機会が増えたという。

### グラブ
プロ入り後、辻は山崎に紹介されたのを契機に久保田運動具店福岡支店長の江頭重利にグラブ作製を依頼し、引退まで関係は続いた。現役時代の16年間で練習には多くのグラブを使ったが、試合で用いたのは5個程度で、平均3-4年、長ければ5年使用したグラブもある。
なお、このように少ないグラブをできるかぎり長期間使うようにしていたのは、辻のチームメイトで同じ内野手だった行沢久隆の影響もある。
捕球後すぐ投げるために手のひらで打球を受けることを基本とし、感覚を重視してグラブの手のひら部分は通常よりかなり薄くなっていた。他のプロ野球選手から見ると痛そうなほどの薄さだったという。ライナーやタッチプレーの時はディープポケットでつかみ、場合によっては土手の部分で捕るなど面の全てが使えることを理想とし、親指と小指の芯を硬くした以外は軟らかくしていた。サイズが小さめだった他は形状へのこだわりは少なく、正しい捕球を重ねる内に適当な形になったという。現役最後の2年間は守備範囲の減少をカバーするために大きめのグラブを用いた。
取り扱いには注意を払い、新品のグラブはボールを中に入れてタコ糸で縛り、水につけてから陰干しにして油を塗る工程を繰り返し、軟らかくなったものを練習で慣らし、およそ半年かけて使える状態にしていた。熱を持った人工芝で軟化したり雨で濡れることを嫌い、地面になるべく接さずに型を崩さないよう、指の部分を下に向けて立てていた。グラブが重くなるため油はあまり塗らず、雨の日の試合の翌日に限り、乾燥ボックスに一晩入れたあとで塗っていた。
捕球面を広く使うために、小指のヒンジ部分に3本のヒモを入れる独特のヒモの通し方は名前を冠して「辻トジ」と呼ばれ、福良淳一、馬場敏史、トニー・バナザード、今岡誠など様々な選手が同じ形状のグラブを使用した。現在でも久保田運動具店はこの名称を使用している。

## 監督として
辻は、西武が3年連続Bクラスと低迷する中で就任したが、就任1年目にチームを2位に押し上げ、2018年、2019年にはリーグ優勝及び連覇を成し遂げた。ただしいずれの年もクライマックスシリーズファイナルステージで福岡ソフトバンクホークスに敗退しており、日本シリーズへの出場経験はない。6年間でチームを5度のAクラスに導いた。
小技を得意としていた自身の現役時代とは対照的に、秋山翔吾、浅村栄斗、栗山巧、中村剛也、山川穂高、森友哉、外崎修汰ら強打者が並ぶ打線を前面に押し立て、とにかく打ち勝つ野球を志向した（山賊打線も参照）。
中島宏之の退団以降、固定されなかった遊撃手に、当時ルーキーだった源田を抜擢したことも功績の1つである。源田は、トヨタ自動車時代から守備には定評があったものの、打線では9番を任され、もっぱら反対方向に打つことを指導されていた。しかしながら、自ら「引っ張り」の技術を教え、1年間我慢強く起用し続けたことで源田は新人の遊撃手として初のフルイニング出場を果たして新人王を獲得した。源田はその後、正遊撃手として活躍している。
高い打力を有しながらも、守備難から捕手として伸び悩んでいた森を我慢強く起用した。森は、2018年は多和田真三郎、2019年には増田とともに最優秀バッテリー賞を受賞し、同じく2019年には捕手として4人目となる首位打者を獲得した。
ドラフト3位で入団するも2年間遊撃手として成績を残せていなかった外崎を就任してから主に外野や二・三塁で積極的に起用した。外崎はその後2017年から3年連続で2桁本塁打を記録し、19年には26本塁打を放ちチームの躍進、延いては連覇に貢献した。
一方で就任2年目以降は4年連続でチーム防御率が最下位と投手陣の整備には苦しんだが、6年目の監督最終年となった2022年はコーチ陣と共に投手陣を立て直し、リーグトップの防御率を記録した。
監督は特別だと思われたくないという考えから、コーチみたいな監督でいたいと自分の監督像を明かしている。選手とのコミュニケーションを大切にし、練習時には若い選手と冗談を話すこともあるが、一方で試合に入ると熱く、選手を一緒に戦っている同志としている。

## 詳細情報

### 年度別打撃成績
| 年 度      | 球 団      | 試 合 | 打 席 | 打 数 | 得 点 | 安 打 | 二 塁 打 | 三 塁 打 | 本 塁 打 | 塁 打 | 打 点 | 盗 塁 | 盗 塁 死 | 犠 打 | 犠 飛 | 四 球 | 敬 遠 | 死 球 | 三 振 | 併 殺 打 | 打 率 | 出 塁 率 | 長 打 率 | O P S |
| ---------- | ---------- | ----- | ----- | ----- | ----- | ----- | -------- | -------- | -------- | ----- | ----- | ----- | -------- | ----- | ----- | ----- | ----- | ----- | ----- | -------- | ----- | -------- | -------- | ----- |
| 1984       | 西武       | 41    | 108   | 91    | 13    | 19    | 5        | 0        | 3        | 33    | 10    | 2     | 1        | 6     | 0     | 9     | 0     | 2     | 13    | 3        | .209  | .294     | .363     | .657  |
| 1985       | 西武       | 110   | 310   | 251   | 45    | 69    | 11       | 4        | 5        | 103   | 35    | 27    | 3        | 15    | 5     | 29    | 0     | 10    | 26    | 2        | .275  | .366     | .410     | .776  |
| 1986       | 西武       | 130   | 497   | 425   | 65    | 126   | 19       | 5        | 7        | 176   | 57    | 35    | 15       | 23    | 5     | 36    | 0     | 8     | 63    | 7        | .296  | .359     | .414     | .773  |
| 1987       | 西武       | 51    | 136   | 125   | 9     | 25    | 5        | 1        | 2        | 38    | 9     | 10    | 1        | 4     | 0     | 5     | 0     | 2     | 21    | 2        | .200  | .242     | .304     | .546  |
| 1988       | 西武       | 130   | 460   | 419   | 45    | 110   | 19       | 1        | 3        | 140   | 39    | 13    | 12       | 9     | 1     | 28    | 0     | 3     | 51    | 5        | .263  | .313     | .334     | .647  |
| 1989       | 西武       | 130   | 490   | 437   | 58    | 133   | 12       | 5        | 3        | 164   | 52    | 33    | 7        | 9     | 5     | 33    | 1     | 6     | 33    | 9        | .304  | .358     | .375     | .733  |
| 1990       | 西武       | 130   | 498   | 421   | 59    | 112   | 17       | 2        | 3        | 142   | 39    | 31    | 9        | 22    | 2     | 45    | 0     | 8     | 38    | 4        | .266  | .347     | .337     | .684  |
| 1991       | 西武       | 129   | 571   | 498   | 61    | 135   | 27       | 2        | 8        | 190   | 43    | 16    | 6        | 20    | 2     | 44    | 0     | 7     | 48    | 13       | .271  | .338     | .382     | .719  |
| 1992       | 西武       | 123   | 553   | 474   | 66    | 135   | 23       | 4        | 6        | 184   | 48    | 23    | 7        | 11    | 1     | 59    | 0     | 8     | 38    | 6        | .285  | .373     | .388     | .761  |
| 1993       | 西武       | 110   | 501   | 429   | 68    | 137   | 26       | 5        | 3        | 182   | 31    | 14    | 6        | 10    | 5     | 51    | 1     | 6     | 37    | 4        | .319  | .395     | .424     | .819  |
| 1994       | 西武       | 105   | 458   | 412   | 63    | 121   | 21       | 1        | 4        | 156   | 45    | 9     | 5        | 2     | 5     | 35    | 1     | 4     | 51    | 4        | .294  | .351     | .379     | .730  |
| 1995       | 西武       | 107   | 370   | 307   | 31    | 73    | 8        | 2        | 2        | 91    | 20    | 7     | 8        | 13    | 1     | 45    | 0     | 4     | 30    | 4        | .238  | .342     | .296     | .638  |
| 1996       | ヤクルト   | 103   | 456   | 400   | 59    | 133   | 9        | 2        | 2        | 152   | 41    | 9     | 3        | 1     | 2     | 48    | 1     | 5     | 46    | 16       | .333  | .409     | .380     | .789  |
| 1997       | ヤクルト   | 85    | 308   | 279   | 33    | 73    | 10       | 1        | 2        | 91    | 18    | 6     | 2        | 6     | 1     | 17    | 1     | 5     | 37    | 12       | .262  | .315     | .326     | .641  |
| 1998       | ヤクルト   | 61    | 182   | 168   | 20    | 51    | 5        | 0        | 3        | 65    | 18    | 6     | 1        | 0     | 2     | 8     | 0     | 4     | 17    | 0        | .304  | .346     | .387     | .733  |
| 1999       | ヤクルト   | 17    | 58    | 51    | 4     | 10    | 0        | 0        | 0        | 10    | 5     | 1     | 0        | 1     | 0     | 6     | 0     | 0     | 7     | 2        | .196  | .281     | .196     | .477  |
| 通算：16年 | 通算：16年 | 1562  | 5956  | 5187  | 699   | 1462  | 217      | 35       | 56       | 1917  | 510   | 242   | 86       | 152   | 37    | 498   | 5     | 82    | 556   | 93       | .282  | .352     | .370     | .721  |

- 各年度の太字はリーグ最高

### タイトル
- 首位打者：1回（1993年）
- 最高出塁率：1回（1993年）

### 表彰
- ベストナイン：5回（二塁手部門：1986年、1989年、1991年 - 1993年）
- ゴールデングラブ賞：8回（二塁手部門：1986年、1988年 - 1994年） ※二塁手部門を8度受賞は菊池涼介に次ぐ歴代2位、パ・リーグ最多。7年連続も歴代2位、パ・リーグ最長
- 月間MVP：1回（野手部門：1993年8月）
- 日本シリーズ優秀選手賞：2回（1990年、1994年）
- パ・リーグ最優秀監督賞：2回（2018年、2019年）

### 記録
初記録
- 初出場：1984年4月3日、対ロッテオリオンズ1回戦（西武ライオンズ球場）、1回表に松沼雅之（偵察要員）に代わり三塁手として出場、2打数0安打（投手：スティーヴン・シャーリー）
- 初先発出場：1984年4月26日、対阪急ブレーブス6回戦（阪急西宮球場）、9番・遊撃手として先発出場
- 初安打・初打点：同上、4回表に永本裕章から右前適時打
- 初盗塁：同上、4回表に二盗（投手：永本裕章、捕手：藤田浩雅）
- 初本塁打：1984年5月26日、対阪急ブレーブス11回戦（阪急西宮球場）、4回表に宮本四郎から2ラン

節目の記録
- 1000試合出場：1993年6月2日、対福岡ダイエーホークス9回戦（福岡ドーム）、1番・二塁手として先発出場 ※史上310人目
- 1000安打：1993年10月5日、対近鉄バファローズ23回戦（藤井寺球場）、4回表に江坂政明から投手強襲安打 ※史上171人目
- 1500試合出場：1998年6月6日、対広島東洋カープ10回戦（岩手県営野球場）、2番・二塁手として先発出場 ※史上122人目

その他の記録
- オールスターゲーム出場：9回（1986年、1988年、1989年、1990年、1991年、1992年、1993年、1994年、1996年）

### 背番号
- 5（1984年 - 1995年）
- 8（1996年 - 1999年）
- 84（2000年 - 2001年）
- 85（2002年 - 2004年、2007年 - 2011年、2014年 - 2022年）

### 年度別監督成績
レギュラーシーズン
| 年 度     | 球 団     | 順 位     | 試 合 | 勝 利 | 敗 戦 | 引 分 | 勝 率 | ゲ ｜ ム 差                | 打 率                      | 本 塁 打                   | 防 御 率                   | 年 齡                      |
| --------- | --------- | --------- | ----- | ----- | ----- | ----- | ----- | -------------------------- | -------------------------- | -------------------------- | -------------------------- | -------------------------- |
| 2017      | 西武      | 2位       | 143   | 79    | 61    | 3     | .564  | 13.5                       | .264                       | 153                        | 3.53                       | 58歳                       |
| 2018      | 西武      | 1位       | 143   | 88    | 53    | 2     | .624  | 0.0                        | .273                       | 196                        | 4.24                       | 59歳                       |
| 2019      | 西武      | 1位       | 143   | 80    | 62    | 1     | .562  | 0.0                        | .265                       | 174                        | 4.35                       | 60歳                       |
| 2020      | 西武      | 3位       | 120   | 58    | 58    | 4     | .500  | 15.5                       | .238                       | 107                        | 4.28                       | 61歳                       |
| 2021      | 西武      | 6位       | 143   | 55    | 70    | 18    | .440  | 15.0                       | .239                       | 112                        | 3.94                       | 62歳                       |
| 2022      | 西武      | 3位       | 143   | 72    | 68    | 3     | .514  | 3.5                        | .229                       | 118                        | 2.75                       | 63歳                       |
| 通算：6年 | 通算：6年 | 通算：6年 | 835   | 432   | 372   | 31    | .537  | Aクラス：5回、Bクラス：1回 | Aクラス：5回、Bクラス：1回 | Aクラス：5回、Bクラス：1回 | Aクラス：5回、Bクラス：1回 | Aクラス：5回、Bクラス：1回 |

ポストシーズン
| 年 度 | 球 団 | 大 会 名                                                 | 相 手                                          | 勝 敗           |
| ----- | ----- | -------------------------------------------------------- | ---------------------------------------------- | --------------- |
| 2017  | 西武  | パ・リーグ クライマックスシリーズ ファーストステージ     | 東北楽天ゴールデンイーグルス （パ・リーグ3位） | 1勝2敗=敗退     |
| 2018  | 西武  | パ・リーグ クライマックスシリーズ ファイナルステージ(※1) | 福岡ソフトバンクホークス （パ・リーグ2位）     | 2勝4敗=敗退(※2) |
| 2019  | 西武  | パ・リーグ クライマックスシリーズ ファイナルステージ(※1) | 福岡ソフトバンクホークス （パ・リーグ2位）     | 1勝4敗=敗退(※2) |
| 2022  | 西武  | パ・リーグ クライマックスシリーズ ファーストステージ     | 福岡ソフトバンクホークス （パ・リーグ2位）     | 0勝2敗=敗退     |

- 勝敗の太字は勝利したシリーズ

※1 クライマックスシリーズファイナルステージは6試合制で先に4勝したチームの優勝、リーグ優勝チームに1勝のアドバンテージ
※2 アドバンテージの1勝を含む。

## メディア

### 出演
- TVSライオンズアワー
- 文化放送ライオンズナイター/文化放送ホームランナイター（後者はKRYエキサイトナイター、並びに関東地方で行われる試合のビジター球団地元局向け裏送り放送）
- LIONS BASEBALL L!VE（フジテレビTWO）
- BS12 プロ野球中継（BS12トゥエルビ）

### 著書
- 『プロ野球勝つための頭脳プレー』（2000年7月1日、青春出版社） ISBN 978-4413018050
- 『プロ野球 勝ち続ける意識改革』（2012年8月2日、青春出版社） ISBN 978-4413043694
- 『観察する指揮官 「辻流」選手との接し方』（2019年5月30日、ベースボール・マガジン社） ISBN 978-4583112138
- 『つじのじつ話 自分らしく、あるがままの監督論』（2023年6月28日、ベースボール・マガジン社） ISBN 978-4-583-11574-0

### 関連書籍
- 『プロ野球の名脇役』（二宮清純著、光文社新書、2014年4月） ISBN 9784334037925